# Bohdan Smoleń
Bohdan Smoleń (ur. 9 czerwca 1947 w Bielsku, zm. 15 grudnia 2016 w Poznaniu) – polski aktor, piosenkarz, satyryk, artysta kabaretowy i działacz społeczny.
Członek poznańskiego kabaretu „Tey”. Pomysłodawca i założyciel Fundacji „Stworzenia Pana Smolenia”, zajmującej się hipoterapią. Przez 5 lat prowadził polonijny program Ludzie listy piszą na antenie TVP Polonia. Nagrał także Smoleniowe bajanie, czyli całkiem dorosłe bajki – zbiór przerobionych satyrycznie bajek, np. Bajka o pronitce z płytami, Szklana rura i tym podobne.

## Życiorys
Jego rodzicami byli Bronisław Karol (1919–2001) i Elżbieta Smoleń (1926–1980).
Ukończył I Liceum Ogólnokształcące im. Mikołaja Kopernika w Bielsku-Białej. Absolwent Akademii Rolniczej (Wydział Zootechniki) w Krakowie z 1975. W latach 1968–1977 występował w krakowskim kabarecie Pod Budą (był jego założycielem), z którym na Famie w 1972 otrzymał główną nagrodę.
Za namową Zenona Laskowika przeniósł się do Poznania i występował przez 7 lat w poznańskim kabarecie „Tey”. Na festiwalu w Opolu w 1981 otrzymał tytuł Mister Obiektywu. W połowie lat 80. XX w. w duecie z Krzysztofem Krawczykiem nagrał kilka humorystycznych piosenek („Mężczyzna po czterdziestce”, „Dziewczyny, które mam na myśli” do melodii przeboju Willie Nelsona i Julio Iglesiasa To all the girls I loved before z 1984). W 1987 wraz z Krzysztofem Jaślarem przygotował komedię antyczną „Wykopaliska”, w której zagrał obok Andrzeja Zaorskiego. Współpracował również z kabaretem „Długi”.

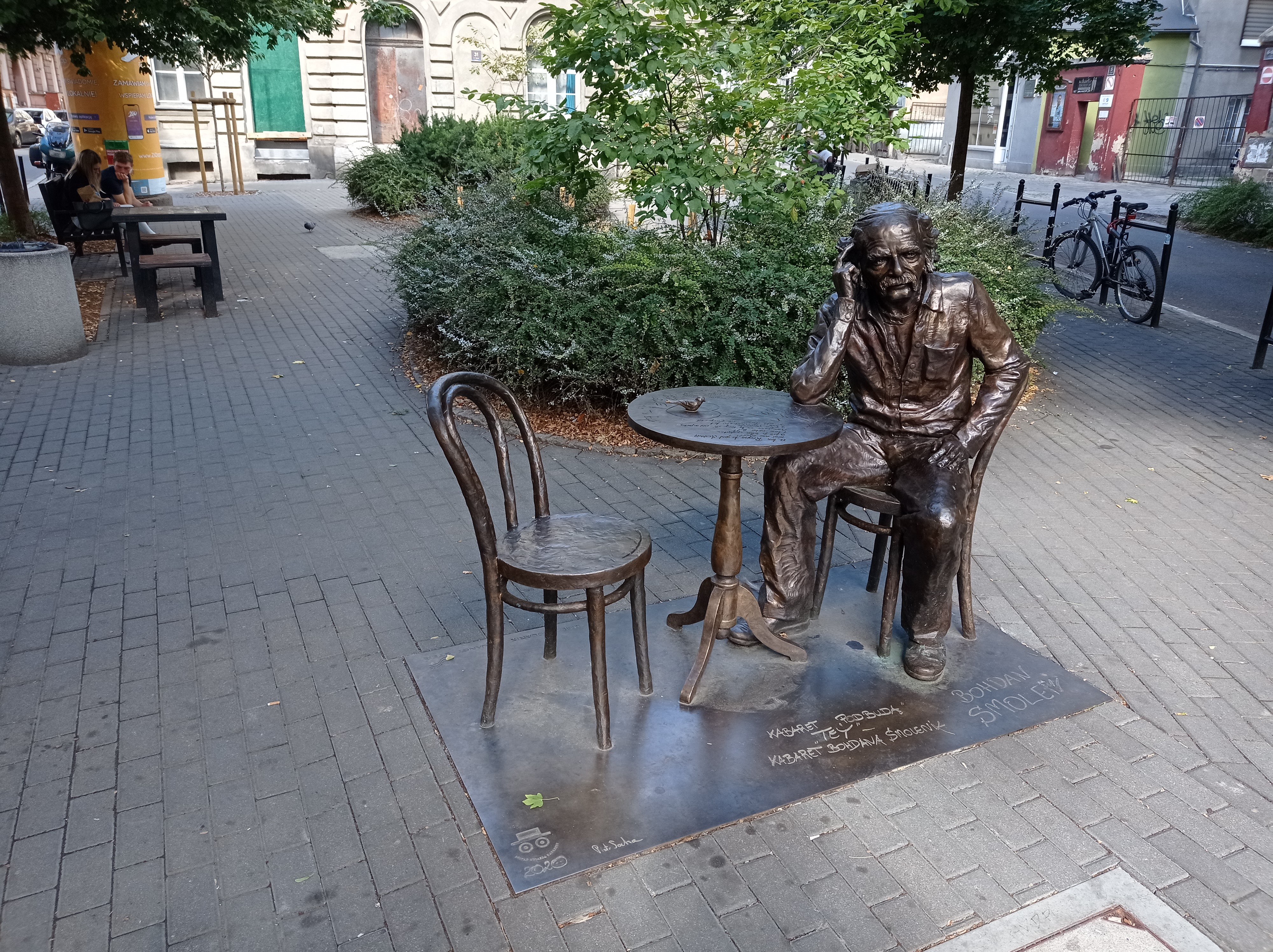
Pomnik Bohdana Smolenia w Poznaniu

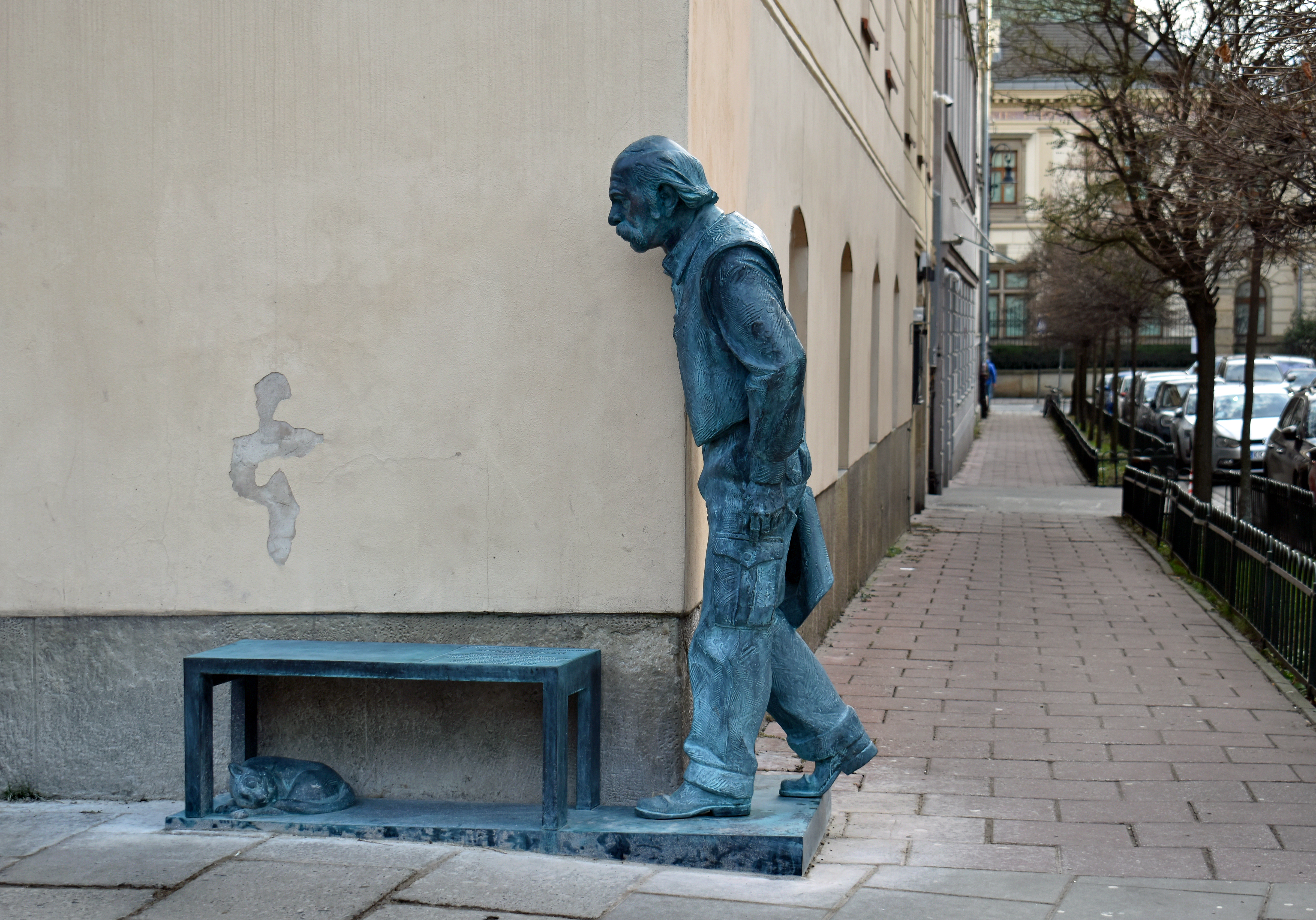
Pomnik Bohdana Smolenia w Krakowie

### Cenzura komunistyczna
Twórczość satyryczna Bohdana Smolenia, jak również informacje na jego temat takie jak artykuły, recenzje, omówienia twórczości podlegały cenzurze komunistycznej. Tomasz Strzyżewski w swojej książce o cenzurze w PRL publikuje poufną informację na ten temat, zamieszczoną w biuletynie przeznaczonym dla cenzorów z grudnia 1974 roku Głównego Urzędu Kontroli Prasy, Publikacji i Widowisk. Informował on o ingerencji cenzorskiej: „H. Cyganik – po kolejnym spektaklu „Kabaretu pod Budą” w Krakowie – spisał monolog Bohdana Smolenia – głównego i charakterystycznego aktora tego kabaretu, który opublikowano w „ITD” (nr 49) pt. „Monolog za kulisami”. (W kilku fragmentach dokonano skreśleń – uwaga wydawcy)”.

### Okres po upadku PRL
Prowadził z żoną Teresą sklep zoologiczny w Poznaniu. W 1990 Piotr, jeden z jego trzech synów, powiesił się. W 1991 samobójstwo popełniła żona artysty. Po tych wydarzeniach wpadł w depresję i wycofał się na kilka lat z życia publicznego.
Wraz ze Sławomirem Sokołowskim oraz Aldoną Dąbrowską w latach 1995–1997 nagrał trzy humorystyczne płyty, utrzymane w stylu disco polo. Piosenki te były emitowane wówczas w programie Disco Relax. Ostatni Kabaret Bohdana Smolenia ukształtował się w latach 1992–1995. W jego skład, oprócz założyciela, wchodzili: Grzegorz Rekliński, Józef Romek i Marcin Samolczyk. Z programem „Nowy Rząd – Stara Bida” odwiedzali różne miejsca w kraju i za granicą, dając występy dla każdego rodzaju publiczności.
W latach 1999–2015 występował w sitcomie Świat według Kiepskich, w którym wcielał się w postać Listonosza Edzia.
W 2004 przeprowadził się do Baranówka koło Mosiny.
W roku 2007 założył fundację pod nazwą „Fundacja Stworzenia Pana Smolenia”, która zajmuje się hipoterapią dla dzieci.

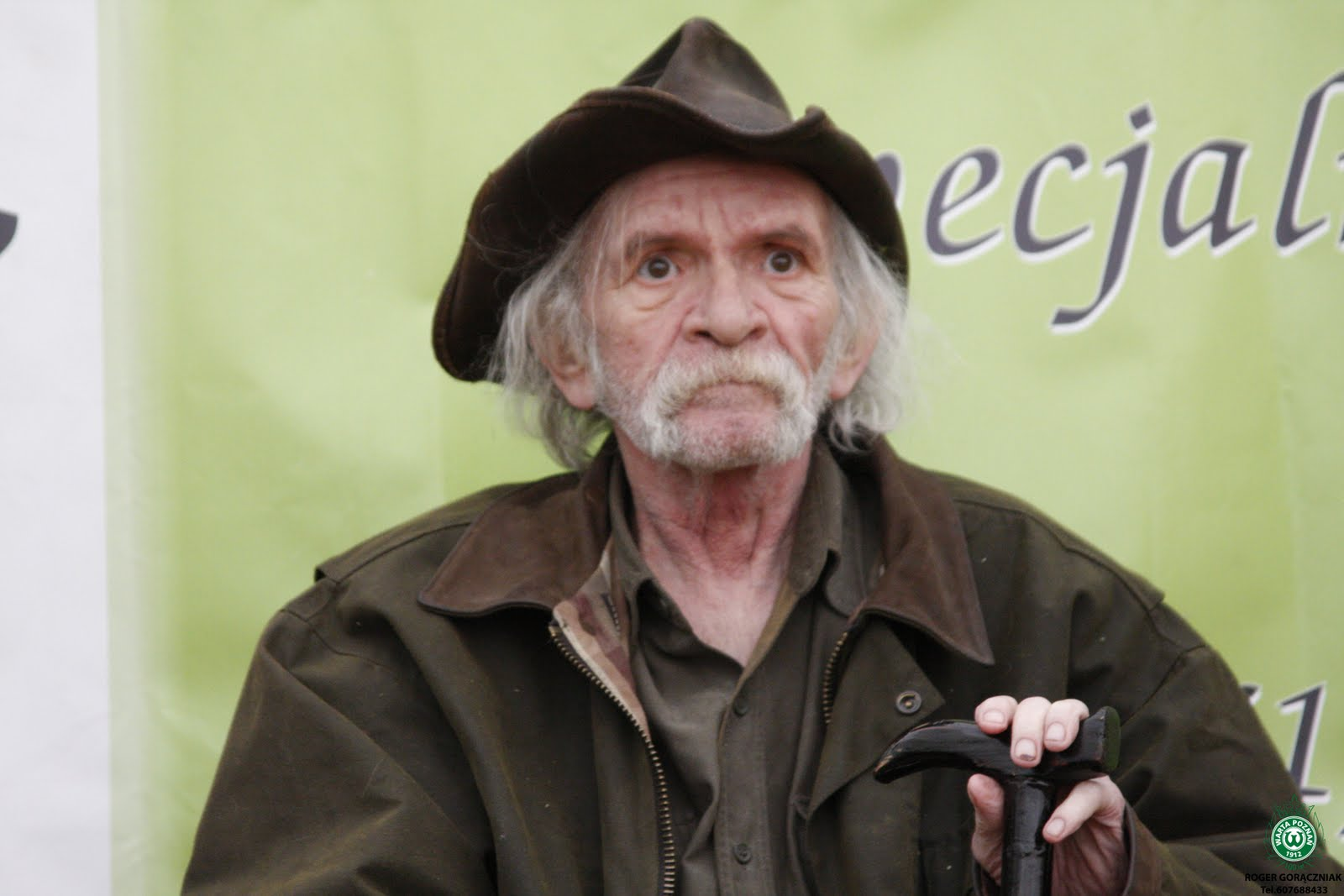
Bohdan Smoleń, czerwiec 2012

Zawiesił działalność kabaretową ze względu na zły stan zdrowia. W dużej mierze przyczynił się do niego skrajny nikotynizm (artysta przyznał, że palił od młodości kilka paczek papierosów dziennie). Na początku 2008 przeszedł przewlekłe zapalenie płuc. Lekarze podejrzewali również gruźlicę. W grudniu 2008 aktor przeszedł lewostronny wylew. 26 stycznia 2010, tuż po zakończeniu zdjęć do kolejnego sezonu Świata według Kiepskich doznał zawału serca w pokoju hotelowym i trafił do jednego z wrocławskich szpitali, gdzie wykonano mu koronarografię. Aktorowi wszczepiono rozrusznik serca. W październiku tego samego roku artysta przeszedł kolejny, nierozległy wylew. W lutym 2015 trafił do szpitala z powodu infekcji wirusowej i problemów z oddychaniem. Miesiąc później został ponownie hospitalizowany po tym, jak doznał trzeciego wylewu, po którym został sparaliżowany i praktycznie stracił mowę. Od tej pory poruszał się na wózku inwalidzkim. Zaprzestał wtedy występów gościnnych w serialu Świat według Kiepskich.
29 lutego 2016 w Teatrze Kamienica odbył się koncert charytatywny na rzecz Bohdana Smolenia. Zebrane pieniądze zostały przeznaczone na rehabilitację artysty. Zaplanowano również podobne koncerty, m.in. we Wrocławiu i Krakowie. Od marca 2016 aktor przebywał w bydgoskim ośrodku rehabilitacyjnym dla osób po udarach. W kwietniu 2016 w szpitalu w Bydgoszczy przeszedł kolejny udar, po którym ponownie stracił mowę i doznał paraliżu.
Pomimo pogarszającego się stanu zdrowia, nie udało mu się zerwać z nałogiem nikotynowym. Zmarł 15 grudnia 2016 w poznańskim szpitalu, w którym przebywał na skutek poważnej infekcji. Artysta od wielu lat miał problemy z oddychaniem spowodowane chorobą płuc, które infekcja nasiliła, dodatkowo przebyte choroby doprowadziły do osłabienia jego organizmu. Został pochowany 20 grudnia 2016 na cmentarzu w podpoznańskim Przeźmierowie.

## Życie prywatne
W 1970 ożenił się z Teresą (ur. 13 sierpnia 1950, zm. 1 marca 1991). Mieli trzech synów: Macieja (ur. 1973), Piotra (ur. 1974, zm. 1990) i Bartosza (ur. 1979).
Był ateistą.

## Upamiętnienie

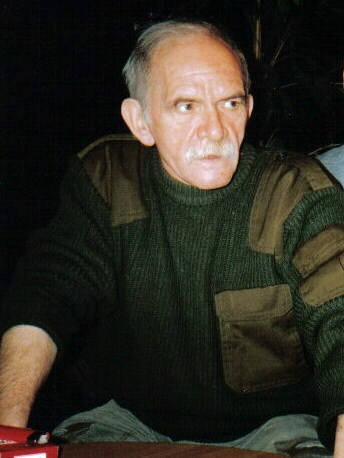
Bohdan Smoleń, 2007

11 czerwca 2021 roku odsłonięto pomnik Bohdana Smolenia w Poznaniu.
15 grudnia 2023 roku w centrum Krakowa przy fasadzie Domu Akademickiego „Bratniak” na rogu ulic Czapskich i Jabłonowskich stanęła wykonana z brązu rzeźba oraz ławeczka upamiętniająca Bohdana Smolenia.

## Odznaczenia i nagrody

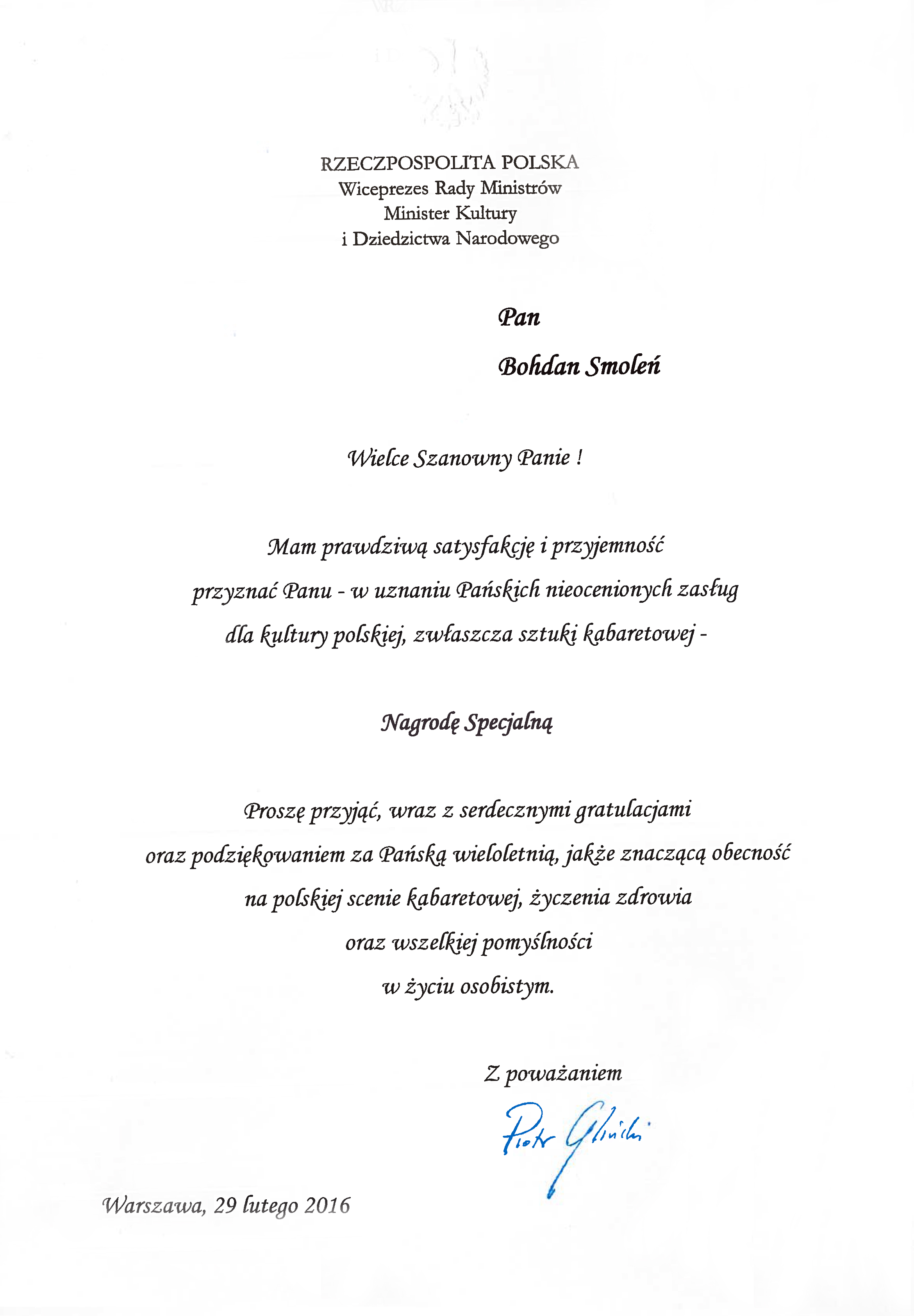
Nagroda Specjalna Ministra Kultury i Dziedzictwa Narodowego dla Bohdana Smolenia „w uznaniu nieocenionych zasług dla kultury polskiej, zwłaszcza sztuki kabaretowej” (2016)

- 2016: Krzyż Kawalerski Orderu Odrodzenia Polski – pośmiertnie[27].
- 2016: Nagroda specjalna Ministra Kultury i Dziedzictwa Narodowego
- 2014: wyróżnienie w kategorii „Własna działalność społeczna” w ramach plebiscytu „Gwiazdy Dobroczynności”[28]
- 2012: Order Ecce Homo[29]
- 2009: Srebrny Medal „Zasłużony Kulturze Gloria Artis”[30]
- 1997: Złoty Krzyż Zasługi[31]
- 1987: Złota Odznaka Honorowa Towarzystwa Polonia
- Główna nagroda na Krajowym Festiwalu Piosenki Polskiej w Opolu za monolog „Aaa tam, cicho być!”[a]
- 1972: Główna nagroda na festiwalu FAMA (wraz z zespołem „Pod Budą”)

## Filmografia
- 1981: Filip z konopi – fachowiec
- 1985: Kochankowie mojej mamy – pan Stasio
- 1987: Cesarskie cięcie (film) – Komol
- 1988: Pan Kleks w kosmosie – Jarząbek, kierowca w domu dziecka / gubernator (odc. 2)
- 1993: Do samego końca (etiuda szkolna) – lekarz
- 1998: 13 posterunek – Dzięcioł (odc. 8)
- 1999–2015: Świat według Kiepskich – listonosz Edzio
- 2000: To my – ojciec Borsuka
- 2000: 13 posterunek – Dzięcioł (odc. 32)
- 2006: Niania – wujek Celestyn (odc. 56)
- 2011: Unia serc – emeryt Henio (odc.9)

### Polski dubbing
- 2006: 7 krasnoludków – historia prawdziwa (7 Zwerge) – Mądry Bogdan
- 2007: 7 krasnoludków: Las to za mało – historia jeszcze prawdziwsza (7 Zwerge 2) – Inteligentny Bogdan

## Dyskografia
- Piosenka gubernatora – Pan Kleks w kosmosie (1988)
- Rzężenia Smolenia, wydany także pod nazwami Śpiewam piosenki, Dzieła wybrane cz. I i Mężczyzną być (1988)
- Rzężę po raz drugi, spłacę wasze długi
- Stawiam wciąż na Lecha
- Ani be, ani me, ani kukuryku (1995)
- Szalałeś, szalałeś (1995)
- Widziały gały co brały (1996)
- Amerykańska gra (1996)
- Dorota ma kota
- Jubileusz, czyli 50 lat wątroby Bohdana Smolenia (1997)
- 6 dni z życia kolonisty (2003)
- Aaa tam cicho być... (2004)
- Na chorobowym (2004)

## Teledyski
- Ani be, ani me, ani kukuryku (1995)
- Cepry hej! (1995)
- Szalałeś, szalałeś (1995)
- Widziały gały co brały (1996)
- Amerykańska gra (1996)